# Pensando a te (album)
Pensando a te è il terzo album di Al Bano pubblicato nel 1969. Contiene l'omonima canzone con la quale vinse l'edizione di Un disco per l'estate 1969. Dalla stessa canzone viene tratto anche il film musicale con lo stesso titolo e con protagonisti Al Bano, e Romina Power. Nel disco c'è anche una versione di Al Bano di Acqua di mare che ha scritto per Romina Power. In copertina le note di presentazione sono in quattro lingue (italiano, francese, inglese e tedesco).

## Tracce
1. Pensando a te (Albano Carrisi, Vito Pallavicini)
2. Solitudine (Albano Carrisi, Calimero)
3. Anema e core (Salvatore D'Esposito, Tito Manlio)
4. Cuore tenero (Albano Carrisi, Detto Mariano, Vito Pallavicini)
5. Nel silenzio (Albano Carrisi, Vito Pallavicini)
6. Il sogno di un bimbo (Albano Carrisi, N. Pirito)
7. Acqua di mare (Al Bano) (Albano Carrisi, Vito Pallavicini)
8. O sole mio (Eduardo Di Capua, Giovanni Capurro)
9. Mille cherubini in coro (Alois Melichar)
10. Buona fortuna (Albano Carrisi, Vito Pallavicini)
11. Quando il sole chiude gli occhi (Pino Donaggio, Vito Pallavicini)
12. Lettera per te (Albano Carrisi, Vito Pallavicini)